# Paris–Roubaix 1974

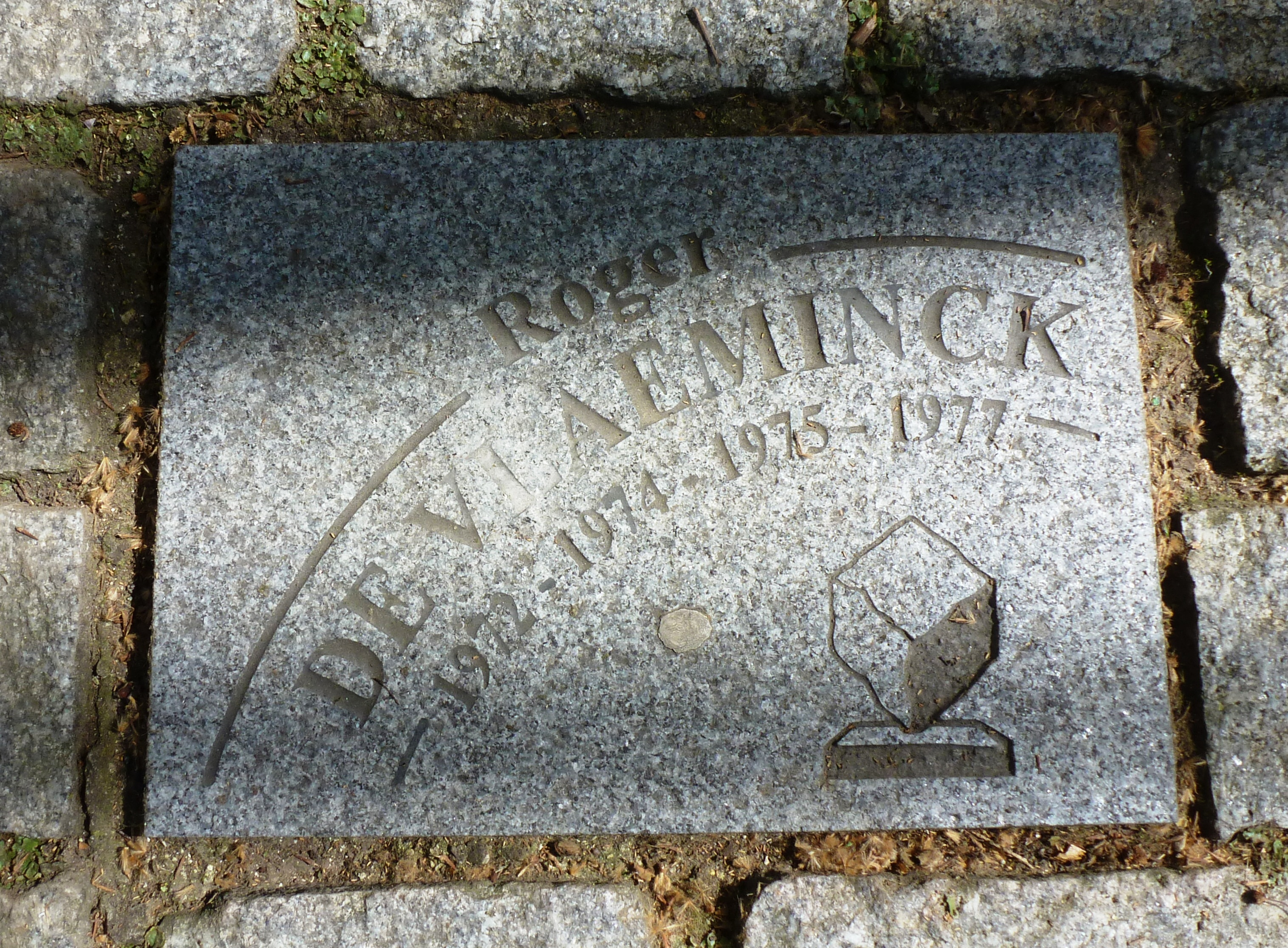
Pflasterstein zu Ehren von Roger De Vlaeminck auf der Allée Charles Crupelandt in Roubaix

Das Eintagesrennen Paris–Roubaix 1974 war die 72. Austragung des Radsportklassikers und fand am Sonntag, den 7. April 1974, statt.
Das Rennen führte von Chantilly, rund 50 Kilometer nördlich von Paris, nach Roubaix, wo es im Vélodrome André-Pétrieux endete. Die gesamte Strecke war 274 Kilometer lang und ging nicht über die Trouée d’Arenberg. Es starteten 176 Fahrer, von denen sich 55 platzieren konnten. Der Sieger Roger De Vlaeminck absolvierte das Rennen mit einer Durchschnittsgeschwindigkeit von 37,582 km/h.
Nach mehreren Versuchen, dem Peloton wegzufahren, gelang es Francesco Moser, gemeinsam mit Walter Godefroot 29 Kilometer vor dem Ziel auszureißen. Godefroot hatte jedoch einen Reifendefekt und konnte nicht mehr mit Moser mithalten. Mittlerweile hatte De Vlaeminck sein Tempo erhöht und schloss zu Moser auf. Moser rutschte aus und krachte mit seinem Rad in eine Kurve, so dass De Vlaeminck das Rennen nach 1972 zum zweiten Mal gewinnen konnte; insgesamt sollte er es bis 1977 viermal für sich entscheiden.